# Districte de Falești
El districte de Fălești (en romanès Raionul Fălești) és una de les divisions administratives de la República de Moldàvia. La capital és Fălești. L'u de gener de 2005, la població era de 89.800 habitants.
Limita amb Romania, amb la Moldàvia Occidental. El Partit Comunista hi va obtenir el 56% dels vots a les eleccions de 2005.